# Oh Sung-sik
Dans ce nom coréen, le nom de famille, Oh, précède le nom personnel.
Oh Sung-Sik, (en coréen : 오성식), né le 12 septembre 1970 à Busan, en Corée du Sud, est un ancien joueur sud-coréen de basket-ball. Il évolue durant sa carrière au poste d'arrière.